# 愛媛県警察部
愛媛県警察部（えひめけんけいさつぶ）は、戦前の内務省監督下の愛媛県が設置した府県警察部であり、愛媛県内を管轄区域とする。
1948年（昭和23年）3月6日に廃止となり、愛媛県警察部は国家地方警察愛媛県本部と松山市警察などの自治体警察に再編されることになった。

## 沿革
- 1876年（明治9年）1月　愛媛県庁に第四課を設置。
- 1880年（明治13年）4月　愛媛県警察本署に改称。
- 1886年（明治19年）8月　愛媛県警察本部に改称。
- 1890年（明治23年）10月　愛媛県警察部に改称。
- 1905年（明治38年）6月　愛媛県第四部に改称。
- 1907年（明治40年）7月　愛媛県警察部に改称。
- 1928年（昭和3年）5月　特別高等課（特別高等警察）を設置。
- 1945年（昭和20年）10月　特別高等課を廃止。
- 1946年（昭和21年）3月　公安課（公安警察）を設置。
- 1948年（昭和23年）
  - 1月25日 （旧）警察法施行に先立ち部を設置。警察部長秘書室を秘書調査課に改称、会計課を新設。警務課を人事装備課に、警察練習所を警察学校に、公安課を警備課にそれぞれ改称。保安課を交通課と防犯統計課に、刑事課より鑑識課がそれぞれ分課。
  - 3月25日 刑事課を捜査課に改称

## 組織
1948年（昭和23年）3月25日時点
- 総務部
  - 秘書調査課
  - 会計課
- 警務部
  - 人事装備課
  - 教養課
  - 警察学校
- 警備部
  - 警備課
  - 交通課
  - 通信課
- 刑事部
  - 防犯統計課
    - 経済警察課

  - 捜査課
  - 鑑識課

## 警察署
1947年（昭和22年）5月10日時点
- 三島警察署
- 新居浜警察署
- 西条警察署
- 壬生川警察署
- 今治警察署
- 伯方警察署
- 松山西警察署
- 松山警察署
- 久万警察署
- 郡中警察署
- 大洲警察署
- 内子警察署
- 八幡浜警察署
- 卯之町警察署
- 野村警察署
- 宇和島警察署
- 松丸警察署
- 御荘警察署

## 歴代部長
| 代 | 官職名                    | 氏名         | 就任日         | 退任日         | 前職                                  | 後職                       | 備考                          |
| -- | ------------------------- | ------------ | -------------- | -------------- | ------------------------------------- | -------------------------- | ----------------------------- |
| -  | 二等警部 警察本署長       | 肝付兼弘     | 1880年4月24日  |                | 警察課長                              |                            |                               |
| -  | 四等警部 警察本署長代理   | 土屋正蒙     | 1880年6月15日  |                | 警察課行政部                          |                            |                               |
| -  | 四等警部 警察本署長代理   | 笠松時庸     | 1880年         |                | 司法省判事補 大宮区裁判所長           |                            |                               |
| -  | 二等警部 警察本署長       | 真崎秀郡     | 1880年8月24日  | 1881年1月4日   | 愛媛県二等属                          | -                          |                               |
| -  | 一等警部 警察本署長       | 真崎秀郡     | 1881年1月4日   | 1881年9月      | -                                     | -                          |                               |
| -  | 一等警部兼典獄 警察本署長 | 真崎秀郡     | 1881年9月      | 1882年1月25日  | -                                     | -                          |                               |
| 1  | 警部長 警察本署長         | 真崎秀郡     | 1882年1月25日  | 1886年7月20日  | -                                     | -                          |                               |
| 1  | 警部長 警察本部長         | 真崎秀郡     | 1886年7月20日  | 1890年10月11日 | -                                     | 長崎県警部長               |                               |
| 2  | 警部長 警察部長           | 池永端       | 1890年10月11日 | 1892年10月13日 | 広島県警部長                          | 三重県内務部長             |                               |
| 3  | 警部長 警察部長           | 安立綱之     | 1892年10月13日 | 1895年3月26日  | 警視庁警視 下谷警察署長               | 福岡県警部長               |                               |
| 4  | 警部長 警察部長           | 中島平三郎   | 1895年3月31日  | 1897年4月26日  | 長崎地方裁判所検事                    | 休職                       |                               |
| 5  | 警部長 警察部長           | 黒岩知新     | 1897年4月26日  | 1897年12月13日 | 佐賀県第一課長                        | 北海道庁警部長             |                               |
| 6  | 警部長 警察部長           | 馬場晴利     | 1897年12月13日 | 1901年5月31日  | 静岡県田方郡長                        | 千葉県警部長               |                               |
| 7  | 警部長 警察部長           | 中里丈太郎   | 1901年5月31日  | 1904年5月26日  | 宮崎県警部長                          | 休職                       |                               |
| 8  | 警部長 警察部長           | 湯浅倉平     | 1904年5月26日  | 1905年2月10日  | 鳥取県警部長                          | 長崎県警部長               |                               |
| 9  | 警部長 警察部長           | 太田政弘     | 1905年2月10日  | 1905年4月19日  | 島根県警部長                          | -                          |                               |
| 9  | 事務官 第四部長 警務長    | 太田政弘     | 1905年4月19日  | 1906年4月17日  | -                                     | 長崎県事務官・第四部長     |                               |
| 10 | 事務官 第四部長 警務長    | 桑原忠次郎   | 1906年4月17日  | 1906年7月9日   | 鳥取県事務官                          | 休職                       | 病のため未赴任                |
| 11 | 事務官 第四部長 警務長    | 和田健児     | 1906年7月9日   | 1907年7月13日  | 水戸地方裁判所検事                    | -                          |                               |
| 11 | 事務官 警察部長 警務長    | 和田健児     | 1907年7月13日  | 1907年8月29日  | -                                     | 佐賀県事務官・内務部長     |                               |
| 12 | 事務官 警察部長 警務長    | 脇田琥一     | 1907年8月29日  | 1909年7月30日  | 京都府葛野郡長                        | 和歌山県事務官・警察部長   |                               |
| 13 | 事務官 警察部長 警務長    | 柴田善三郎   | 1913年6月13日  | 1913年6月13日  | 和歌山県第三課長                      | 宮崎県事務官・内務部長     |                               |
| 14 | 警察部長                  | 時実秋穂     | 1913年6月13日  | 1915年5月17日  | 徳島県事務官・警察部長                | 島根県警察部長             |                               |
| 15 | 警察部長                  | 本間利雄     | 1915年5月17日  | 1917年1月9日   | 島根県警察部長                        | 広島県警察部長             |                               |
| 16 | 警察部長                  | 大森吉五郎   | 1917年1月9日   | 1919年1月11日  | 熊本県理事官                          | 神奈川県警察部長           |                               |
| 17 | 警察部長                  | 金沢正雄     | 1919年1月11日  | 1920年3月10日  | 長崎県視学官                          | 群馬県警察部長             |                               |
| 18 | 警察部長                  | 久保田金四郎 | 1920年3月10日  | 1920年9月14日  | 東京区裁判所検事 兼東京地方裁判所検事 | 福島県警察部長             |                               |
| 19 | 警察部長                  | 小林一男     | 1920年9月14日  | 1922年6月17日  | 茨城県警察部長                        | 沖縄県内務部長             |                               |
| 20 | 警察部長                  | 芝辻一郎     | 1922年6月17日  | 1923年10月27日 | 富山県学務課長 兼地方課長             | 宮崎県内務部長             |                               |
| 21 | 警察部長                  | 毛利文治     | 1923年10月27日 | 1924年12月20日 | 広島県地方課長 兼社会課長             | 長崎県警察部長             |                               |
| 22 | 書記官 警察部長           | 豊島長吉     | 1924年12月20日 | 1925年9月17日  | 福井県警察部長                        | 長崎県書記官・警察部長     |                               |
| 23 | 書記官 警察部長           | 郡茂徳       | 1925年9月17日  | 1927年5月17日  | 長崎県視学官                          | 高知県書記官・警察部長     |                               |
| 24 | 書記官 警察部長           | 万富次郎     | 1927年5月17日  | 1928年2月28日  | 宮崎県書記官・学務部長                | 宮城県書記官・警察部長     |                               |
| 25 | 書記官 警察部長           | 松崎謙二郎   | 1928年2月28日  | 1929年7月8日   | 鹿児島県書記官・学務部長              | 島根県書記官・内務部長     |                               |
| 26 | 書記官 警察部長           | 安原舜一     | 1929年7月8日   | 1931年5月9日   | 埼玉県書記官・学務部長                | 長崎県書記官・警察部長     |                               |
| 27 | 書記官 警察部長           | 柳井義男     | 1931年5月9日   | 1931年12月24日 | 長崎県書記官・警察部長                | 休職                       |                               |
| 28 | 書記官 警察部長           | 小西竹次郎   | 1931年12月24日 | 1932年10月13日 | 福井県書記官・警察部長                | 山口県書記官・内務部長     |                               |
| 29 | 書記官 警察部長           | 連修         | 1932年10月13日 | 1934年11月10日 | 和歌山県書記官・学務部長              | 福井県書記官・警察部長     |                               |
| 30 | 書記官 警察部長           | 小田光伴     | 1934年11月10日 | 1936年4月25日  | 愛知県書記官・学務部長                | 福島県書記官・警察部長     |                               |
| 31 | 書記官 警察部長           | 綱島覚左衛門 | 1936年4月25日  | 1938年1月17日  | 沖縄県書記官・警察部長                | 保険院社会保険局医務課長   |                               |
| 32 | 書記官 警察部長           | 山田俊介     | 1938年1月17日  | 1939年1月11日  | 愛媛県書記官・経済部長                | 石川県書記官・警察部長     |                               |
| 33 | 書記官 警察部長           | 豊島章太郎   | 1939年1月11日  | 1940年7月15日  | 内務省警保局外事課長                  | 岡山県書記官・警察部長     |                               |
| 34 | 書記官 警察部長           | 高橋一郎     | 1940年7月15日  | 1941年10月21日 | 神奈川県庶務課長                      | 静岡県書記官・経済部長     |                               |
| 35 | 書記官 警察部長           | 高村坂彦     | 1941年10月21日 | 1942年11月1日  | 内務事務官 警保局・総理大臣秘書官     | -                          |                               |
| 35 | 部長 警察部長             | 高村坂彦     | 1942年11月1日  | 1943年7月1日   | -                                     | 内務書記官・国土局総務課長 |                               |
| 36 | 部長 警察部長             | 石原虎好     | 1943年7月1日   | 1945年6月10日  | 大使館一等書記官 （上海駐在）         | 広島県部長・警察部長       |                               |
| 37 | 部長 警察部長             | 林一夫       | 1945年6月10日  | 1945年10月13日 | 内務事務官・警保局                    | 休職                       |                               |
| 38 | 部長 警察部長             | 熊野徳次郎   | 1945年10月13日 | 1945年10月27日 | -                                     | -                          | 兼任・本務:愛媛県経済第一部長 |
| 39 | 部長 警察部長             | 佐山武夫     | 1945年10月27日 | 1946年4月1日   | 近畿地方総監府副参事官                | -                          |                               |
| 39 | 地方事務官 警察部長       | 佐山武夫     | 1946年4月1日   | 1946年7月13日  | -                                     | 佐賀県経済部長             |                               |
| 40 | 地方事務官 警察部長       | 浜名政雄     | 1946年7月13日  | 1948年3月6日   | 内務事務官・大臣官房                  | 広島警察管区本部警務部長   |                               |

## 主な事件
- 松山城放火事件